# پرچم مقدونیه (یونان)
پرچم مقدونیه (یونان) در ۳ فوریه ۲۰۱۴ پذیرفته شد.